# 리쩌펑
리쩌펑(중국어 간체자: 李泽锋, 정체자: 李澤鋒, 병음: Lǐ Zéfēng, 한자음: 이택봉, 1983년 6월 22일~)은 중화인민공화국의 배우이다.

## 출연작

### 드라마
- 2017년 동방 위성 텔레비전 동방극장 《꽃 피던 그해 달빛》 - 왕세균 역
- 2018년 후난위성텔레비전 금응독파극장 《량생, 아문가불가이불우상》 - 심엄 역
- 2019년 저장 위성 텔레비전 중국람극장 《친애적, 열애적》 - 왕하오 역
- 2019년 유쿠 웹 드라마 《독심》 - 장엄 역
- 2020년 후난위성텔레비전 금응독파극장 《완미관계》 - 심영걸 역
- 2020년 베이징 텔레비전 품질극장 《빈변불시해당홍》 - 두치예 역
- 2020년 동방 위성 텔레비전 동방극장 《겨우, 서른》 - 허환산 역
- 2020년 후난위성텔레비전 금응독파극장 《친애적자기》 - 레이하오윈 역
- 2021년 후난위성텔레비전 금응독파극장 《백련성강》 - 채화삼 역
- 2021년 아이치이 웹드라마 《려가행》- 태자 역
- 2022년 CCTV-8 황금강당극장 《가유마마》 - 루촨 역
- 2023년 CCTV-8 황금강당극장 《심상사성》 - 주샤오위 역